# Lighthouse Reef

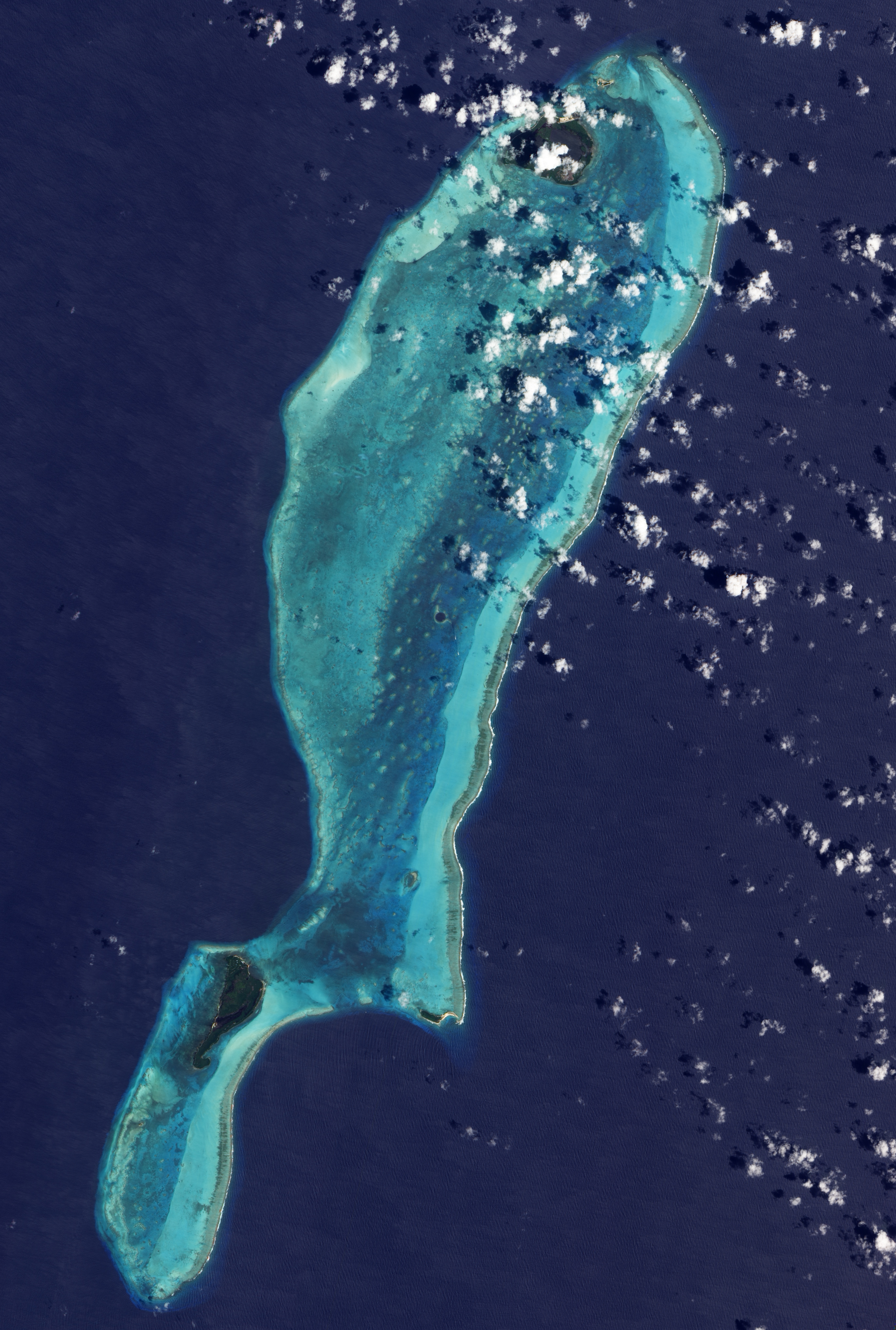
Vista dal satellite di Lighthouse Reef

Lighthouse Reef è un atollo nel Mar dei Caraibi, la parte più orientale della barriera corallina del Belize e uno dei suoi tre atolli, gli altri due sono Turneffe Atoll e Glover's Reef. Lighthouse Reef si trova a circa 80 chilometri a sud-est di Belize. L'atollo è di forma oblunga, lungo circa 35 chilometri (22 miglia) da nord a sud, e circa 8 chilometri di larghezza. Forma una laguna sabbiosa poco profonda con una superficie di 120 chilometri quadrati (46 sq mi) e una profondità compresa tra 2 e 6 metri in profondità.
La barriera corallina è una delle barriere coralline più sviluppate e più sane dei Caraibi.
Esistono diverse isole, elencate qui da nord a sud:
- Sandbore Caye
- Northern Caye
- Half Moon Caye
- Saddle Caye
- Long Caye
- Hat Caye

Lighthouse Reef è conosciuta come una destinazione per lo snorkeling e le immersioni, considerata come uno dei migliori siti di immersione in Belize e in tutti i Caraibi. Luoghi di immersione notevoli sono Half Moon Caye Wall, Long Caye Aquarium ("The Aquarium"), Silver Caves, Tres Cocos e West Point. Oltre a queste barriere coralline, ospita anche il Great Blue Hole.

## Flora e fauna
La flora delle isole coralline è per lo più di alberi di cocco. Nella metà occidentale di Half Moon Caye c'è un raro esempio sopravvissuto di un ziricote degli atolli (Cordia sebestena), mentre c'è vegetazione naturale su Sandbore Cay. Half Moon Caye ospita una colonia di  fregate magnifiche, nonché una colonia nidificante di circa 4000 esemplari di sule piedirossi. Una colonia di piccioni capobianco (Columba leucocephala) precedentemente nidificata su Long Cay è stata spazzata via dalla caccia.
Le specie ittiche più dominanti nella barriera corallina sono il labro creolo (Clepticus parrae) e la damigella azzurra. Altre specie prevalenti sono (in ordine decrescente di prevalenza): branzino (Gramma melacara), castagnola bicolore (Pomacentrus partitus), Chromis multilineata, dentice dalla coda gialla (Ocyurus chrysurus), labro comune (Thalassoma bifasciatum), gramma reale (Gramma loreto), ghiozzo mascherato (Coryphopterus personatus) e damigella raggio di sole (Chromis insolata).
Tra le specie animali in via di estinzione e minacciate vi sono il coccodrillo americano, tre specie di tartarughe marine (tartaruga embricata, tartaruga comune e la tartaruga verde), il geco endemico del Belize (Phyllodactylus insularis) e l'anolide di Allison.

## Protezione ambientale
La barriera corallina ha solo una protezione ambientale parziale. The Great Blue Hole e Half Moon Caye sono stati designati come monumenti naturali e sono siti del patrimonio mondiale dell'UNESCO (come parte del sistema di riserva della barriera corallina del Belize) dal 1996. Le aree protette misurano rispettivamente 4,14 chilometri quadrati e 39,25 chilometri quadrati. Inoltre, altre 3 aree sono Aree protette nazionali: Northern Two Cayes (3,75 chilometri quadrati Nassau Grouper e sito di protezione delle specie), Sandbore (5,18 chilometri quadrati Spawning Aggregation Site Reserve) e Sud Point (altri 5,44 chilometri quadrati). Nonostante la protezione, l'atollo soffre di impatto umano sotto forma di pesca e turismo incontrollati.